# Tōkyō Monogatari
Tōkyō Monogatari (東京物語, Tōkyō Monogatari) (Era Uma Vez em Tóquio no Brasil; A Viagem a Tóquio em Portugal) é um filme japonês de 1953 dirigido por Yasujiro Ozu. Conta a história de um casal de idosos que viaja para Tóquio para visitar seus filhos adultos. No filme, o comportamento dos filhos deles, ocupados demais para prestar atenção nos pais, é contrastado com o da nora viúva deles, que os trata com carinho. É considerado a obra-prima de Ozu, tendo aparecido diversas vezes nas listas de melhores filmes de todos os tempos do British Film Institute. Também aparece na lista da revista Bravo na 19a posição. 

## Sinopse
O casal de aposentados Shūkichi e Tomi Hirayama (interpretados por Chishu Ryu e Chieko Higashiyama, respectivamente) moram na cidade de Onomichi no sudoeste do Japão com sua filha mais nova Kyōko (Kyōko Kagawa). Eles têm, ao total, quatro filhos vivos e um morto. O casal viaja para Tóquio para visitar o filho, a filha e a nora viúva.
O filho mais velho do casal Hirayama, Kōichi (Sō Yamamura), é um pediatra casado com Fumiko. Eles têm dois filhos, Minoru e Isamu. A filha mais velha deles, Shige (Haruko Sugimura), é casada com Kurazō. Shige é dona de um salão de beleza. Tanto Kōichi quanto Shige trabalham muito e não têm tempo para passar com os pais. A nora viúva do casal, Noriko (Setsuko Hara), no entanto, faz de tudo para agradá-los. Ela leva Shūkichi e Tomi para visitar os pontos turísticos de Tóquio.
Kōichi e Shige pagam para que seus pais fiquem num spa de águas termais em Atami, mas eles voltam antes da hora devido à barulheira do hotel, que lhes interrompe o sono. Quando eles voltam, Shige explica aos pais que mandou-lhes para Atami porque queria usar o quarto onde eles estavam hospedados para uma reunião. Tomi decide ficar com Noriko, cujo marido Shōji morreu oito anos antes na guerra. Tomi aconselha Noriko a se casar novamente. Shūkichi, enquanto isso, fica bêbado com amigos de longa data antes de retornar para o salão de Shige.
O casal está insatisfeito com a atitude de seus filhos e decide voltar para casa. Durante a viagem de volta, Tomi adoece e eles são obrigados a pararem em Osaka, onde haviam planejado encontrar seu filho mais novo Keizō (Shirō Ōsaka) sem desembarcar do trem. Quando chegam a Onomichi, Tomi atinge um estado crítico. Kōichi, Shige e Noriko vão para Onomichi assim que ficam sabendo da notícia. Tomi morre pouco após a chegada deles. Keizō chega depois, uma vez que estava incomunicável.
Após o funeral, Kōichi, Shige e Keizō decidem ir embora imediatamente; apenas Noriko decide ficar. Após a partida dos outros filhos, Kyōko diz para Noriko que seus irmãos são egoístas e sem consideração. Noriko responde que cada um possui sua própria vida e que a separação entre pais e filhos é inevitável.
Após Kyōko partir para a escola, Noriko informa a seu sogro que ela também precisa retornar para Tóquio naquele mesmo dia. Shūkichi lhe diz que ela os tratou da melhor maneira possível, apesar deles não serem parentes de sangue. Noriko nega e diz ser bastante egoísta. Shūkichi acredita que ela diz isso só para demonstrar humildade. Ele lhe oferece um relógio de Tomi como lembrança e a aconselha a se casar de novo. Noriko chora e confessa andar muito só ultimamente. No final, o trem com Noriko deixa Onomichi rumo a Tóquio, deixando para trás Kyōko e Shūkichi.

## Árvore genealógica da família Hirayama
- Shūkichi e Tomi
  - Kōichi (filho mais velho)
    - Fumiko (esposa de Kōichi)
    - Minoru (filho de Kōichi)
    - Isamu (filho de Kōichi)

  - Shige (filha mais velha)
    - Kurazō (marido de Shige)

  - Shōji (2° filho, falecido)
    - Noriko (esposa de Shōji)

  - Keizō (filho mais novo)
  - Kyōko (filha mais nova)

## Elenco
- Chishū Ryū como Shūkichi Hirayama
- Chieko Higashiyama como Tomi Hirayama
- Setsuko Hara como Noriko Hirayama
- Haruko Sugimura como Shige Kaneko
- Sō Yamamura como Kōichi Hirayama
- Kuniko Miyake como Fumiko Hirayama
- Kyōko Kagawa como Kyōko Hirayama
- Eijirō Tōno como Sanpei Numata
- Nobuo Nakamura como Kurazō Kaneko
- Shirō Ōsaka como Keizō Hirayama
- Hisao Toake como Osamu Hattori
- Teruko Nagaoka como Yone Hattori
- Zen Murase como Minoru Hirayama
- Mitsuhiro Mori como Isamu Hirayama

## Produção

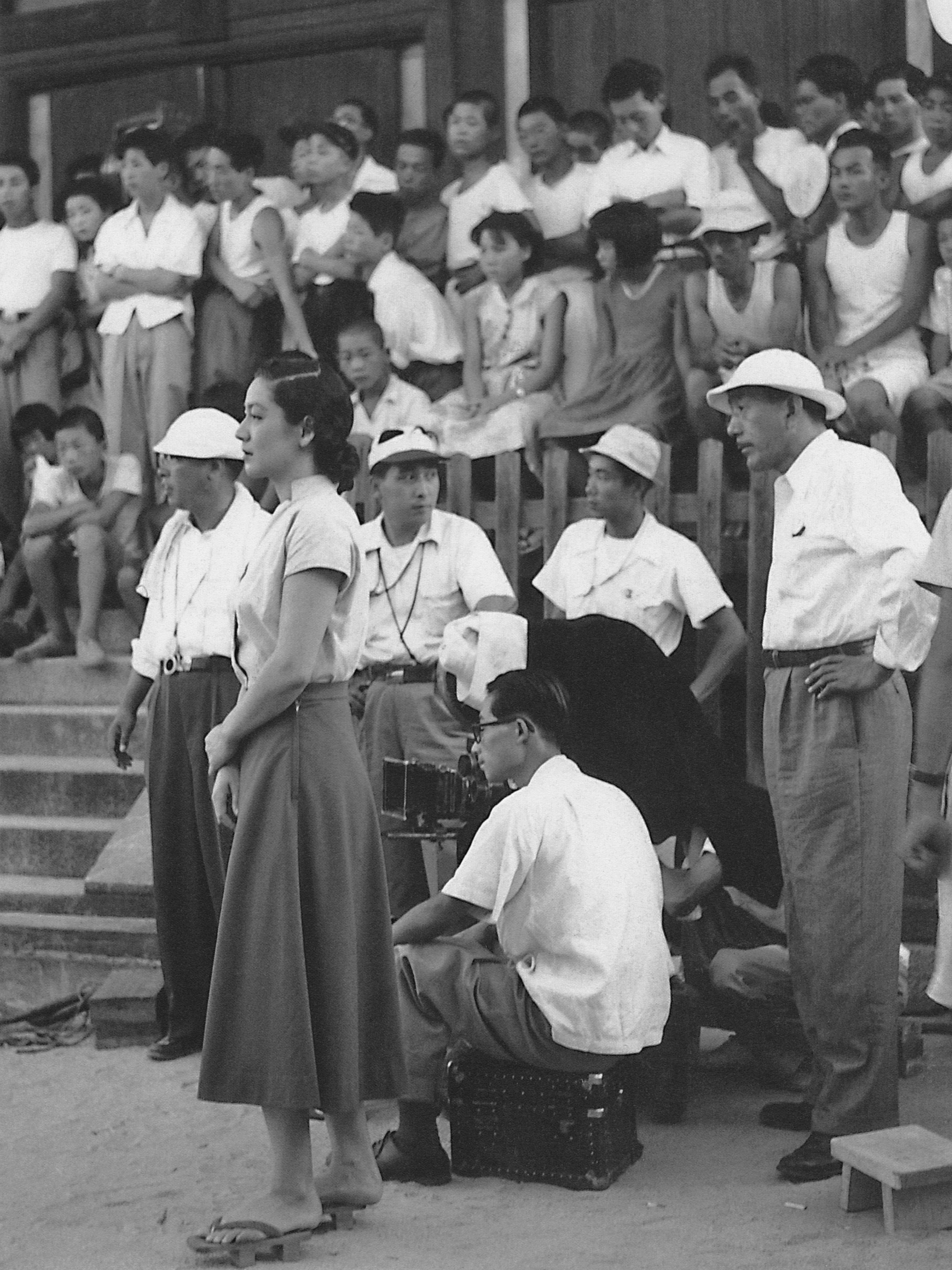
Setsuko Hara (à esquerda) e o diretor Yasujiro Ozu (à direita, de chapéu) durante as filmagens de Tōkyō Monogatari.

O roteiro foi desenvolvido por Yasujiro Ozu e seu colaborador frequente Kōgo Noda em 103 numa pousada de campo em Chigasaki. Em seguida a dupla, junto com o fotógrafo Yūharu Atsuta, procurou por locações para as filmagens em Tóquio e Onomichi por cerca de um mês antes de começar as filmagens. O filme foi filmado e editado entre julho e outubro de 1953. Na produção, Ozu utilizou a mesma equipe técnica e os mesmos atores com os quais havia trabalhado por anos.
Como todos os filmes sonoros de Ozu, o ritmo de Tōkyō Monogatari é lento; mesmo assim, esse ritmo o tornou um sucesso no Japão. Eventos importantes não são mostrados na tela, apenas revelados mais tarde através do diálogo. Por exemplo, as viagens de trem não são mostradas. Um estilo de filmagem peculiar é utilizado no filme, no qual a altura da câmera é baixa e ela quase não se move; o crítico de cinema Roger Ebert observou que a câmera só se move uma vez durante todo o filme, o que é "mais do que comum" para um filme de Ozu.

## Recepção e legado
Tōkyō Monogatari  foi lançado em 3 de novembro de 1953 no Japão.
Tōkyō Monogatari é admirado por sua profundidade emocional. O filme apareceu várias vezes nas listas dos 50 melhores filmes de todos os tempos do British Film Institute, publicadas pela revista Sight & Sound. Na lista elaborada pelos críticos foi considerado o 3º (1992), o 5º (2002) e o 3º (2012) melhor filme de todos os tempos. Na lista dos diretores, foi considerado o 17º (1992), o 16º (2002, empatado com Psycho e O Espelho) e o 1º (2012) melhor filme de todos os tempos. Na última lista, recebeu os votos de 48 dos 358 diretores entrevistados. Também aparece na lista da revista Bravo na 19a posição.
O filme possui 100% de críticas positivas no Rotten Tomatoes, site agregador de críticas, com base em 38 análises críticas do filme. Também possui a maior nota no site: 9,7 de 10. John Walker, editor do Halliwell's Film Guides, colocou Tōkyō Monogatari no topo de sua lista dos 1000 melhores filmes de todos os tempos. Tōkyō Monogatari também aparece na lista dos filmes mais importantes do século XX do crítico britânico Derek Malcolm, assim como na lista dos cem melhores filmes da revista Time. Roger Ebert e Paul Schrader também incluíram a obra em suas listas de melhores filmes.

## Legado
Tōkyō Monogatari inspirou o filme Kirschblüten – Hanami (2008) da diretora alemã Doris Dörrie. Em 2013, Yōji Yamada fez um remake sob o título de Tōkyō Kazoku (Uma Família em Tóquio).